# Chilenische Fußballnationalmannschaft/Weltmeisterschaften
Der Artikel beinhaltet eine ausführliche Darstellung der chilenischen Fußballnationalmannschaft bei Fußball-Weltmeisterschaften. Die Chilenen nahmen bisher neunmal an Weltmeisterschaften teil. Die beste Platzierung war der dritte Platz bei der Heim-WM 1962. Danach wurde noch maximal das Achtelfinale erreicht.

## Übersicht
| Jahr | Gastgeberland          | Teilnahme bis …    | Letzte(r) Gegner                  | Ergebnis | Trainer            | Bemerkungen und Besonderheiten |
| ---- | ---------------------- | ------------------ | --------------------------------- | -------- | ------------------ | --- |
| 1930 | Uruguay                | Vorrunde           | Mexiko, Frankreich, Argentinien   | 5.       | György Orth        | |
| 1934 | Italien                | zurückgezogen      |                                   |          |                    | |
| 1938 | Frankreich             | nicht teilgenommen |                                   |          |                    | |
| 1950 | Brasilien              | Vorrunde           | England, Spanien, USA             | 9.       | Alberto Buccicardi | |
| 1954 | Schweiz                | nicht qualifiziert |                                   |          |                    | In der Qualifikation an Brasilien und Paraguay gescheitert |
| 1958 | Schweden               | nicht qualifiziert |                                   |          |                    | In der Qualifikation an Argentinien und Bolivien gescheitert |
| 1962 | Chile                  | Spiel um Platz 3   | Jugoslawien                       | 3. Platz | Fernando Riera     | Im Halbfinale an Titelverteidiger Brasilien gescheitert, Schlacht von Santiago |
| 1966 | England                | Vorrunde           | Italien, Nordkorea, Sowjetunion   | 13.      | Luis Álamos        | |
| 1970 | Mexiko                 | nicht qualifiziert |                                   |          |                    | In der Qualifikation an Uruguay gescheitert |
| 1974 | BR Deutschland         | Vorrunde           | Deutschland, Australien, DDR      | 11.      | Luis Álamos        | 1. Rote Karte der WM-Geschichte |
| 1978 | Argentinien            | nicht qualifiziert |                                   |          |                    | In der Qualifikation an Peru gescheitert |
| 1982 | Spanien                | Vorrunde           | Österreich, Deutschland, Algerien | 22.      | Luis Santibáñez    | |
| 1986 | Mexiko                 | nicht qualifiziert |                                   |          |                    | In der Qualifikation an Paraguay gescheitert |
| 1990 | Italien                | nicht qualifiziert |                                   |          |                    | In der Qualifikation an Brasilien gescheitert |
| 1994 | USA                    | nicht zugelassen   |                                   |          |                    | |
| 1998 | Frankreich             | Achtelfinale       | Brasilien                         | 16.      | Nelson Acosta      | |
| 2002 | Südkorea/Japan         | nicht qualifiziert |                                   |          |                    | In der Qualifikation als Gruppenletzter gescheitert |
| 2006 | Deutschland            | nicht qualifiziert |                                   |          |                    | In der Qualifikation als Gruppensiebter gescheitert |
| 2010 | Südafrika              | Achtelfinale       | Brasilien                         | 10.      | Marcelo Bielsa     | |
| 2014 | Brasilien              | Achtelfinale       | Brasilien                         | 9.       | Jorge Sampaoli     | Im Achtelfinale durch Elfmeterschießen ausgeschieden |
| 2018 | Russland               | nicht qualifiziert |                                   |          |                    | In der Qualifikation als Gruppensechster gescheitert |
| 2022 | Katar                  | nicht qualifiziert |                                   |          |                    | In der Qualifikation als Gruppensechster gescheitert |
| 2026 | Kanada, Mexiko und USA | nicht qualifiziert |                                   |          |                    | In der im September 2023 begonnenen Qualifikation treten wieder alle zehn CONMEBOL-Mitglieder in Hin- und Rückspielen gegeneinander an. Die sechs bestplatzierten Mannschaften qualifizieren sich direkt für die WM-Endrunde 2026. Der Siebtplatzierte nimmt als südamerikanischer Teilnehmer am WM-Play-off-Turnier im März 2026 teil. |

Statistik (Angaben inkl. 2022: 22 Weltmeisterschaften; Prozentangaben sind gerundet)

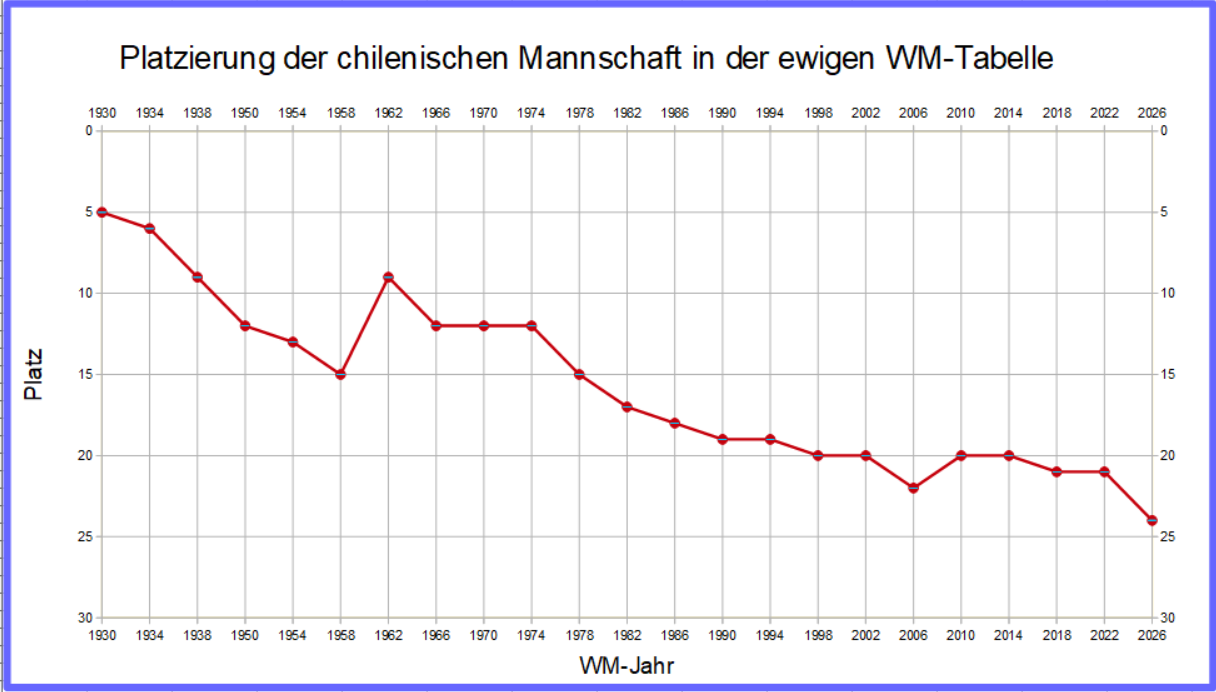
Platzierung der chilenischen Mannschaft in der ewigen WM-Tabelle

- Teilnahmeverzicht: 2× (9 %; 1934, 1938)
- Nicht qualifiziert: 10× (45,5 %; 1954, 1958, 1970, 1978, 1986, 1990, 2002, 2006, 2018 und 2022)
- Nicht zugelassen: 1× (4,5 %; 1994)
- Sportliche Qualifikation: 6× (27,3 % bzw. bei 31,6 % der Versuche)
- Teilnahme ohne Qualifikation (inkl. als Gastgeber und weil Mannschaften zurückzogen): 3× (13,6 %; 1930, 1950 und 1962)
  - Vorrunde: 5× (22,7 %; 1930, 1950, 1966, 1974 und 1982)
  - Achtelfinale: 3× (13,6 %; 1998, 2010 und 2014)
  - Spiel um Platz drei: 1× (4,5 %; 1962)
    - Dritter: 1× (4,5 %; 1962)

Häufigster letzter Gegner: Brasilien (3×), zudem häufigster Gegner insgesamt (4×), vor Deutschland, Italien und Spanien (je 3×)

### 1930 in Uruguay

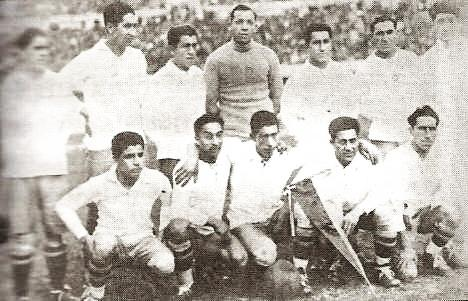
Die chilenische Mannschaft bei der 1. WM

Chile nahm bereits an der ersten Fußball-WM in Uruguay teil und verpflichtete den 29-jährigen Ungarn György Orth als Trainer für die WM-Spiele. In Uruguay besiegte Chile in der einzigen Vierer-Gruppe des Turniers zunächst Mexiko mit 3:0 und Frankreich mit 1:0, verlor dann aber im „Gruppenendspiel“ gegen den Nachbarn Argentinien mit 1:3. Da nur die Gruppensieger das anschließende Halbfinale erreichten, war Chile damit ausgeschieden. Zu weiteren Einsätzen als Nationaltrainer kam es für Orth zunächst nicht mehr.

### 1934 in Italien
Für die erste WM in Europa hatten die Chilenen zunächst gemeldet und hätten in der Qualifikation gegen Argentinien antreten müssen, verzichteten dann aber aus verbandsinternen Gründen, so dass Argentinien ohne Qualifikationsspiel qualifiziert war.

### 1938 in Frankreich
Für die erste WM in Frankreich hatte sich Chile nicht angemeldet.

### 1950 in Brasilien
Für die Weltmeisterschaft 1950 in Brasilien musste Chile in der Qualifikation gegen Bolivien antreten und verlor mit 0:2 in La Paz. Da Argentinien nicht antrat, qualifizierten sich Bolivien und Chile ohne weitere Spiele für die WM.
Der WM-Kader Chiles bestand hauptsächlich aus Spielern von Universidad Católica, die unter Nationaltrainer Alberto Buccicardi ein Jahr zuvor erstmals den Meistertitel gewonnen hatten. Der erste WM-Gegner des Teams um Sergio Livingstone war England, das zum ersten Mal an einer WM teilnahm. La Roja verlor die Partie mit 0:2. Auch gegen Spanien wurde mit 0:2 verloren, womit das Ausscheiden in der Vorrunde bereits feststand. Gegen die USA gelang dann zum Abschluss ein 5:2 und die Mannschaft verabschiedete sich für 12 Jahre von der WM-Bühne.

### 1954 in der Schweiz
In der Qualifikation für die WM in der Schweiz verlor Chile alle vier Spiele gegen Brasilien und Paraguay und erzielte dabei nur ein Tor.

### 1958 in Schweden
Für die Fußball-Weltmeisterschaft 1958 konnte sich die chilenische Mannschaft wieder nicht qualifizieren und musste Argentinien den Vortritt lassen. Lediglich ein Spiel gegen Bolivien wurde gewonnen, das aber noch vor Chile landete.

### 1962 in Chile

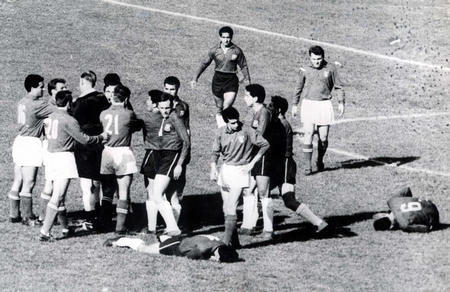
Vorzeitliche Rudelbildung im Spiel gegen Italien

Für die Heim-WM musste sich Chile nicht qualifizieren, nachdem bei der Abstimmung über die Vergabe der Nachbar Argentinien mit 32:11 Stimmen ausgestochen wurde.
Chile gewann im Eröffnungsspiel mit 3:1 gegen die Schweiz. Zwar gingen die Schweizer nach sieben Minuten in Führung, jedoch konnte Leonel Sánchez kurz vor der Pause ausgleichen; in der zweiten Halbzeit gewannen die Gastgeber die Oberhand und siegten durch die Tore von Ramírez und Sánchez. Damit war Chile die erste und bis 2014 einzige Mannschaft, die einen Rückstand im Eröffnungsspiel noch drehen konnte. Im zweiten Spiel gegen Italien, das mehr durch seine Brutalität als durch seinen spielerischen Verlauf Schlagzeilen machte, gewannen die Gastgeber durch zwei späte Treffer mit 2:0 und waren damit vorzeitig für das Viertelfinale qualifiziert. Durch die abschließende 0:2-Niederlage gegen die BR Deutschland verloren die Chilenen allerdings den ersten Tabellenplatz und mussten ihr Viertelfinalspiel in Arica bestreiten. Im Viertelfinale traf der Gastgeber auf die Sowjetunion und gewann mit 2:1. Das Halbfinale gegen den Titelverteidiger aus Brasilien, das von den meisten Zuschauern dieser WM besucht wurde, verlor Chile mit 2:4. Im kleinen Finale wurde Jugoslawien mit 1:0 besiegt und mit dem dritten Platz die bis heute beste Platzierung erreicht. Nationaltrainer Fernando Riera wurde anschließend vom Europapokalsieger Benfica Lissabon als Trainer verpflichtet und führte die Mannschaft erneut ins Europapokalendspiel, das aber verloren wurde.

### 1966 in England
Für die WM in England musste sich Chile in einer Gruppe mit Ecuador und Kolumbien qualifizieren. Nach je vier Spielen hatten Chile und Ecuador 5:3 Punkte und da die bessere Tordifferenz der Chilenen nicht zählte, gab es ein Entscheidungsspiel in Lima. Dies gewann Chile und war damit zum ersten Mal sportlich qualifiziert. Zur WM wurde Luis Álamos, der Universidad de Chile in den Jahren 1959, 1962, 1964 und 1965 zur chilenischen Meisterschaft geführt hatte, als Nationaltrainer verpflichtet. In England schieden die Chilenen um ihren neuen Spielmacher Elías Figueroa bereits in der Vorrunde mit nur einem Punkt aus drei Spielen aus. Gegen Italien und die Sowjetunion gab es Niederlagen (0:2 und 1:2) und gegen WM-Neuling Nordkorea nur ein 1:1. Für Álamos endete damit seine Tätigkeit als Nationaltrainer vorerst.

### 1970 in Mexiko
Erneut konnten sich die Chilenen nicht qualifizieren. In einer Gruppe mit Uruguay und Ecuador war Uruguay stärker.

### 1974 in der Bundesrepublik Deutschland

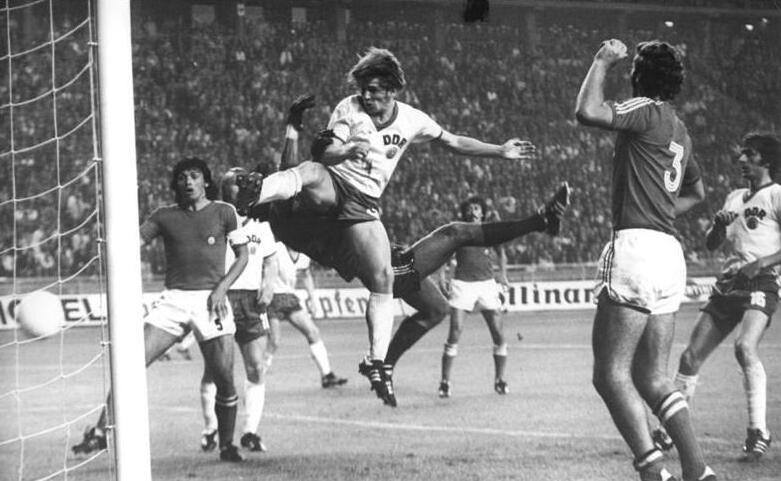
Szene aus dem Spiel gegen die DDR

In der Qualifikation zur WM 1974 in der BRD sollte Chile gegen Peru und Venezuela antreten, das aber zurückzog. So gab es zunächst nur die beiden Spiele gegen Peru, die aber beide jeweils daheim mit 2:0 gewannen. Im somit fälligen Entscheidungsspiel in Montevideo gewann Chile dann mit 2:1 und musste nun noch in Play-off-Spielen gegen eine europäische Mannschaft um den letzten zu vergebenden Endrundenplatz spielen – Gegner war die Sowjetunion. Das Hinspiel in Moskau endete mit einem torlosen Unentschieden, das Rückspiel in Santiago de Chile sollte im Estadio Nacional ausgetragen werden. Die Sowjets weigerten sich allerdings in diesem Stadion, in dem in den ersten Tagen des Pinochet-Putsches mehrere Tausend Oppositionelle festgehalten, gefoltert und ermordet wurden, anzutreten und baten die FIFA um eine Verlegung des Spiels. Da diese ablehnte, trat die Mannschaft der UdSSR nicht an. Die Chilenen traten zum Spiel an, Mannschaftskapitän Francisco Valdez schoss den Ball ins leere Tor und da der daraufhin folgende Anstoß nicht ausgeführt werden konnte, brach der Schiedsrichter das Spiel ab. Das Spiel wurde mit 2:0 für Chile gewertet, das sich damit qualifizierte. Zur Endrunde wurde Luis Álamos erneut als Nationaltrainer verpflichtet, da Rudi Gutendorf nach dem Militärputsch zurückgetreten war. Bei der Endrunde verloren die Chilenen das Auftaktspiel mit 0:1 gegen den Gastgeber BR Deutschland. In den anderen Gruppenspielen gab es zwei Unentschieden gegen die DDR (1:1) und Australien (0:0). Während des ersten Spiels gegen die BR Deutschland war Carlos Caszely der erste Spieler, der bei einer WM-Endrunde eine Rote Karte erhielt. Für Álamos endete dann die zweite Amtszeit als Nationaltrainer wie die erste.

### 1978 in Argentinien
Die Qualifikation zur WM im Nachbarland wurde in zwei Runden gespielt, aber Chile schied bereits in der ersten Runde gegen Peru aus und konnte lediglich Ecuador auf den dritten Gruppenplatz verweisen.

### 1982 in Spanien
In der Qualifikation für die WM in Spanien konnte sich Chile dann gegen Ecuador und Paraguay durchsetzen. In Spanien schied die chilenische Mannschaft – die von dem inzwischen 35-jährigen Figueroa angeführt wurde – nach drei Niederlagen gegen Österreich (0:1), Deutschland (1:4, wobei insbesondere Torhüter Mario Osbén schlecht aussah) und Algerien (2:3) punktlos in der Vorrunde aus. Auch Luis Santibáñez wurde nach dem Vorrundenaus als Nationaltrainer entlassen. Die folgenden drei Turniere fanden dann ohne Chile statt.

### 1986 in Mexiko
Erneut scheiterten die Chilenen in der Qualifikation, die für die Chilenen über drei Runden lief. Zunächst wurde in der Gruppenphase hinter Uruguay und vor Ecuador der zweite Platz belegt, nachdem das letzte entscheidende Spiel in Montevideo mit 1:2 verloren wurde. In der zweiten Runde spielten dann die platzierten Mannschaften gegeneinander. Hier traf Chile auf Peru und gewann mit 4:2 und 1:0, so dass die dritte Runde gegen Paraguay erreicht wurde. In Paraguay wurde mit 0:3 verloren und da das Heimspiel nur 2:2 endete, war Chile nicht für die WM qualifiziert.

### 1990 in Italien
Für die zweite WM in Italien war Chile in eine Qualifikationsgruppe mit Brasilien und Venezuela gelost worden. Im letzten WM-Qualifikationsspieles gegen Gastgeber Brasilien im September 1989 im Maracanã in Rio de Janeiro benötigte Chile einen Sieg, lag aber nach 67 Minuten noch 0:1 zurück. Als ein Feuerwerkskörper in der Nähe des chilenischen Torwartes Roberto Rojas landete, markierte dieser eine Verletzung und wurde dann auch auf einer Trage fortgebracht. Die restlichen chilenischen Spieler verweigerten die Fortsetzung des Spieles, da dies unsicher wäre. Fernsehaufzeichnungen bewiesen jedoch, dass zwischen dem Feuerwerkskörper und Rojas keinerlei Kontakt stattfand. Das Spiel wurde am Ende mit 2:0 für Brasilien gewertet, womit Chile ausgeschieden war. Zudem wurde Chile auch von der Qualifikation für das Turnier 1994 ausgeschlossen. Roberto Rojas wurde auf Lebenszeit gesperrt, aber 2001 begnadigt.

### 1994 in den Vereinigten Staaten
Chile war zur Qualifikation nicht zugelassen.

### 1998 in Frankreich
Für die Fußball-Weltmeisterschaft 1998 traten erstmals alle südamerikanischen Mannschaften außer Titelverteidiger Brasilien, der automatisch qualifiziert war, in einer gemeinsamen Gruppe an und spielten im Jeder-gegen-jeden-Modus vier Plätze aus. Chile konnte sich letztlich als Vierter der Südamerikagruppe vor den punktgleichen Peruanern qualifizieren. Beim Turnier in Frankreich reichten der von Iván Zamorano angeführten Mannschaft drei Unentschieden in der Vorrunde gegen Italien (2:2), Österreich (1:1) und Kamerun (1:1) zum Weiterkommen, aber im Achtelfinale unterlag Chile gegen Brasilien mit 1:4 und verabschiedete sich wieder für 12 Jahre von der WM-Bühne. Nelson Acosta blieb noch 2 Jahre im Amt als Nationaltrainer.

### 2002 in Japan und Südkorea
Bei der Qualifikation zur Fußball-Weltmeisterschaft 2002 in Japan und Südkorea traten alle 10 südamerikanischen Mannschaften wieder in einer gemeinsamen Gruppe an und spielten im Jeder-gegen-jeden-Modus. Chile wurde abgeschlagen Gruppenletzter und konnte lediglich 3 von 18 Spielen gewinnen.

### 2006 in Deutschland
Auch für die WM 2006 in Deutschland konnten sich die Chilenen nicht qualifizieren. Immerhin reichte es diesmal zu Platz 7 und am Ende fehlten nur drei Punkte, um mindestens die interkontinentalen Playoff-Spiele zu erreichen. Diese drei Punkte wurden in den letzten beiden Spielen verspielt, in denen in Kolumbien und daheim gegen Ecuador nur unentschieden gespielt wurde.

### 2010 in Südafrika
Die Qualifikation zur Fußball-Weltmeisterschaft 2010 in Südafrika hingegen verlief für Chile äußerst erfolgreich, sodass sie sich als Zweitplatzierter der Südamerikagruppe, nur ein Punkt hinter Gruppensieger Brasilien, sicher qualifizierten. Im ersten WM-Spiel gegen Honduras konnte die chilenische Mannschaft zum ersten Mal seit der WM 1962 wieder einen Sieg bei einer Fußball-Weltmeisterschaft erzielen. Durch einen weiteren Sieg (1:0) gegen die Schweiz konnte sich Chile trotz des abschließenden 1:2 gegen Spanien für das Achtelfinale qualifizieren und traf dort erneut auf Brasilien. Nach einem 0:3 schied Chile aus dem Turnier aus.

### 2014 in Brasilien

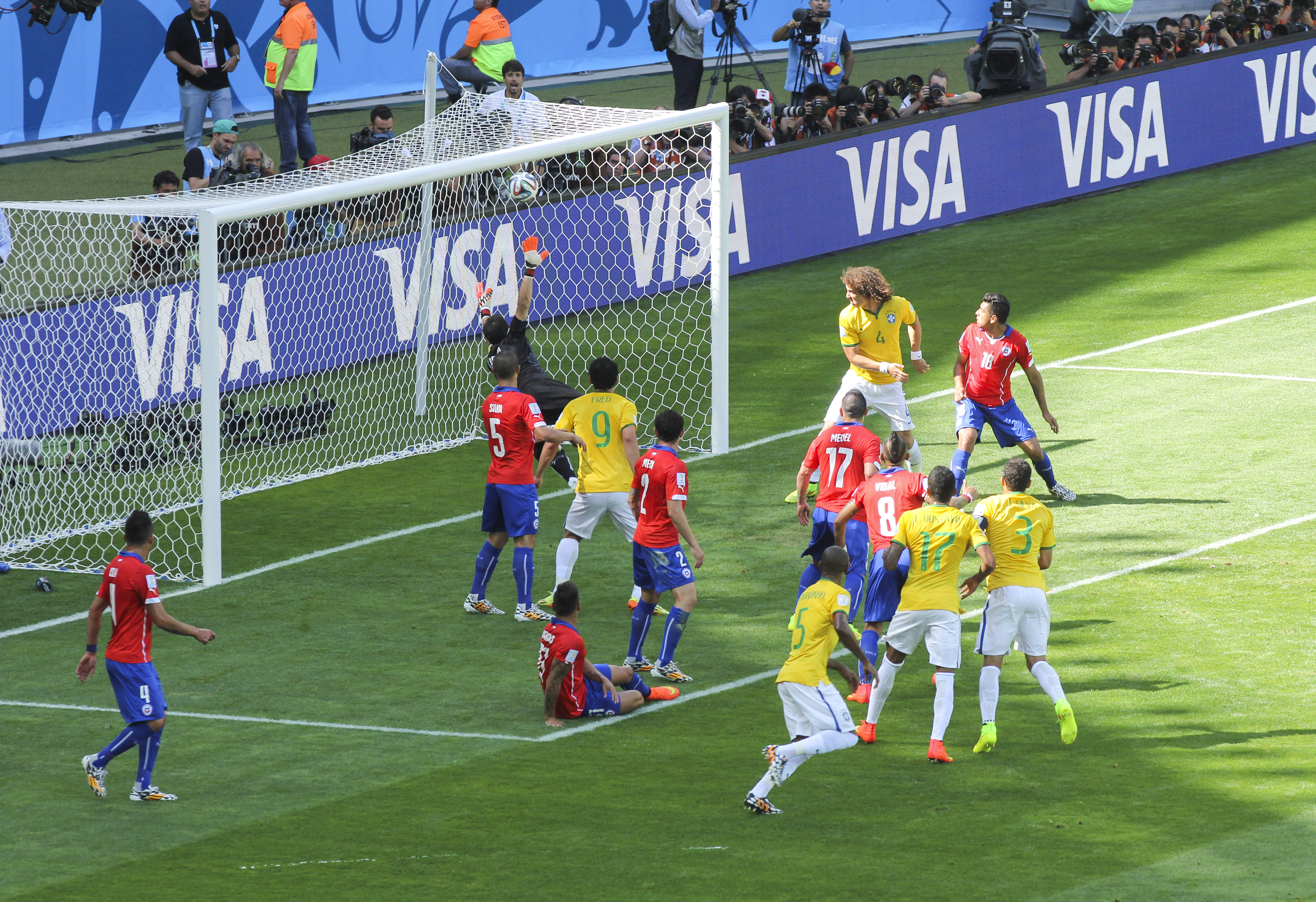
Torszene aus dem Achtelfinale gegen Brasilien

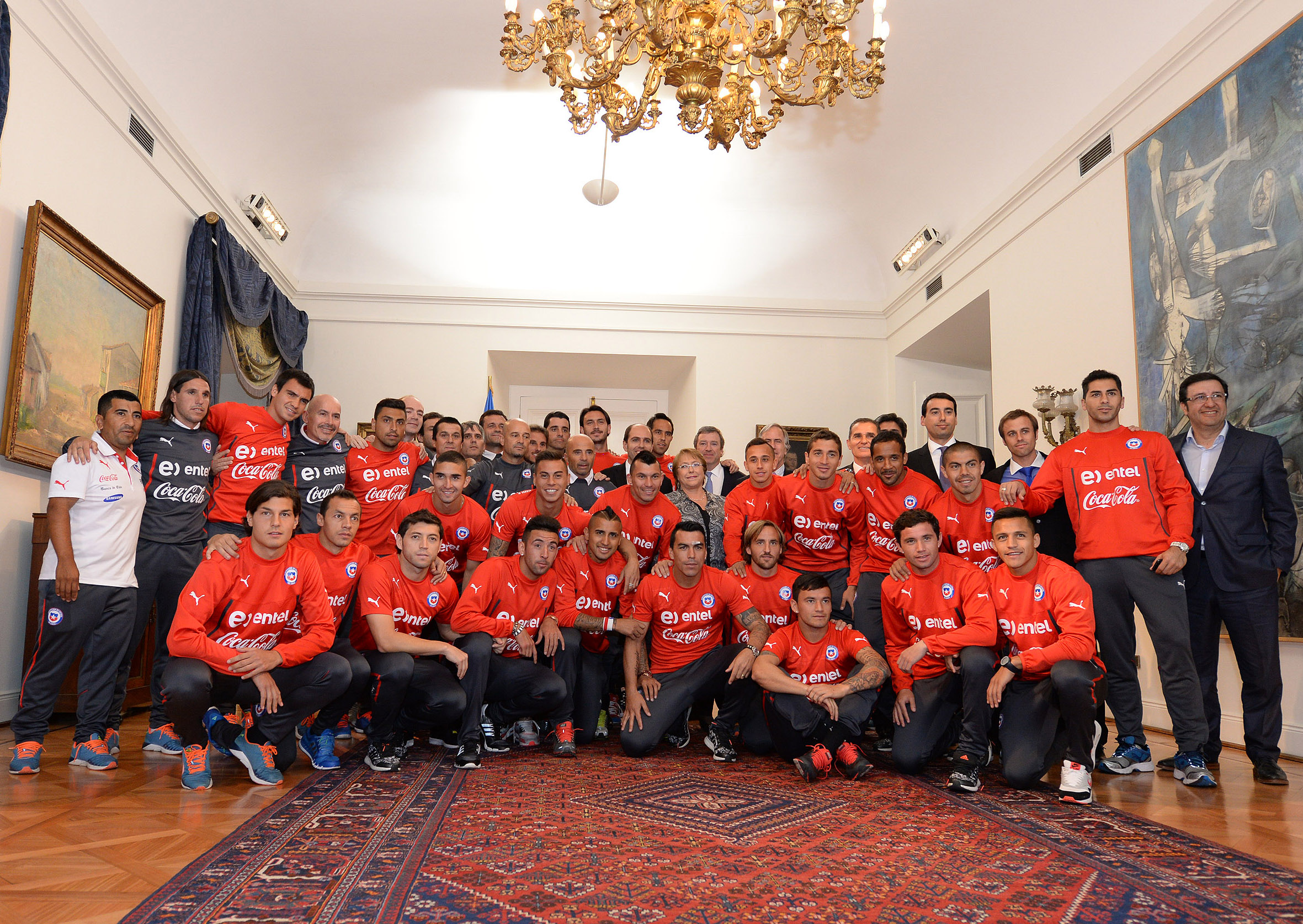
Die chilenische WM-Mannschaft bei Staatspräsidentin Michelle Bachelet (Mitte, neben Gary Medel)

Auf dem Weg zur Weltmeisterschaft 2014 qualifizierte sich Chile als Dritter der Südamerikagruppe mit vier Punkten Rückstand hinter den erstplatzierten Argentiniern. Genau wie der zweifache Weltmeister hatte man neun Siege eingefahren. Zugleich aber musste man aber sechs Niederlagen hinnehmen, weshalb es bis zum letzten der 16 Spieltage dauerte, ehe die Qualifikation perfekt gemacht werden konnte. Im heimischen Santiago de Chile wurde am 15. Oktober 2013 (Ortszeit) Ecuador mit 2:1 bezwungen und die neunte WM-Teilnahme bejubelt. Damit gelang es Chile erstmals, sich zweimal nacheinander sportlich zu qualifizieren.
Vor der WM galt Chile als einer der Geheimfavoriten, insbesondere nachdem ein Freundschaftsspiel im Frühjahr 2014 gegen den späteren Weltmeister Deutschland zwar mit 0:1 verloren, aber das Spiel weitgehend von den Chilenen dominiert wurde.
In der Gruppenphase der Endrunde traf Chile zunächst wie 1974 auf Australien und gewann mit 3:1, dann wie 2010 auf Spanien und zum Abschluss erstmals bei einer WM auf die Niederlande. Durch den Sieg über den Welt- und Europameister Spanien, der durch die Niederlage gegen Chile bereits in der Vorrunde ausschied, erreichte Chile vorzeitig das Achtelfinale. Durch die abschließende Niederlage gegen die Niederlande, konnte Chile ein erneutes Aufeinandertreffen mit Brasilien im Achtelfinale nicht vermeiden, schied diesmal aber erst nach einem 2:3 im Elfmeterschießen aus. Dabei hatte Chile gegen Ende des Spiels die besseren Chancen.

### 2018 in Russland
In der Qualifikation traten seit Oktober 2015 wieder alle 10 CONMEBOL-Mitglieder in Hin- und Rückspielen gegeneinander an. Die besten vier Mannschaften qualifizierten sich direkt, der Fünfte musste gegen ein Mitglied einer anderen Konföderation in Playoff-Spielen antreten. Chile startete mit einem Heimspiel gegen Rekordweltmeister Brasilien, das mit 2:0 gewonnen wurde, womit erstmals nach 15 Jahren wieder ein Sieg gegen die Brasilianer gelang. Auch das zweite Spiel gegen Peru wurde gewonnen, diesmal mit 4:3. Gegen Kolumbien reichte es dann nur zu einem 1:1 und das letzte Spiel im Jahr 2015 wurde mit 0:3 in Uruguay verloren, so dass Chile zunächst auf dem Relegationsplatz lag. Im Südwinter 2015 konnte Chile aber erstmals die Copa América gewinnen und diesen Erfolg bei der Copa América Centenario 2016 wiederholen. In beiden Fällen wurde Argentinien im Finale im Elfmeterschießen bezwungen.
Zwischen beiden Turnieren hatte es aber einen Trainerwechsel gegeben: Im Januar 2016 war Jorge Sampaoli zurückgetreten, sein Nachfolger wurde Juan Antonio Pizzi. Unter Pizzi lief es in der Qualifikation aber durchwachsen: auf Siege folgten Remis oder Niederlagen und vice versa. Dennoch lagen die Chilenen vor dem letzten Spiel noch auf dem dritten Platz, der die direkte Qualifikation bedeutete, hatten aber nur einen Punkt mehr als die fünftplatzierten Peruaner und die sechstplatzierten Argentinier gehabt und mehr Tore geschossen als die punktgleichen Kolumbianer. Am Ende verloren sie in Brasilien mit 0:3, während Argentinien erstmals seit 2001 wieder in Ecuador gewann und zudem Peru und Kolumbien sich unentschieden trennten. Dadurch zogen die drei Mannschaften noch an den Chilenen vorbei, die auf den 6. Platz zurück fielen. Somit konnten sie sich nicht für die Weltmeisterschaft qualifizieren.
Mitentscheidend war auch, dass sie gegen das Remis am 6. September 2016 gegen Bolivien Protest eingelegt hatten, weil die Bolivianer einen nicht spielberechtigten Spieler eingesetzt hatten. Zwar wurde dem Protest stattgegeben und das Remis in einen Sieg umgewandelt, wodurch Chile drei statt einen Punkt erhielt. Da die Bolivianer aber den Spieler auch beim Sieg gegen Peru fünf Tage zuvor eingesetzt hatten, wurde diese Niederlage Perus in einen Sieg verwandelt. Dadurch hatten die Peruaner am Ende einen Punkt mehr als Chile und erreichten als Fünfter die Playoffspiele gegen Neuseeland. Durch die verpasste Qualifikation konnte sich auch erstmals seit 2002 wieder der amtierende Südamerikameister nicht qualifizieren.

### 2022 in Katar
In der Qualifikation traten wieder alle zehn CONMEBOL-Mitglieder in Hin- und Rückspielen gegeneinander an. Aufgrund der COVID-19-Pandemie startete die Qualifikation statt im März erst im Herbst 2020 und ohne Zuschauer. Chile konnte von den ersten vier Spielen nur eins gewinnen, eins endete remis und zwei wurden verloren. Danach verlief die Qualifikation durchwachsen, an den Spieltagen 11 bis 13 konnten die Chilenen zwar jedes Spiel gewinnen, dann folgten aber wieder zwei Niederlagen. Nach einem 3:2-Sieg am drittletzten Spieltag in Bolivien hatten die Chilenen trotz der folgenden 0:4-Niederlage in Brasilien noch die Chance sich zumindest für die interkontinentalen Play-offs zu qualifizieren. Durch eine 0:2-Heimniederlage gegen Uruguay wurde aber auch diese letzte Möglichkeit verspielt. Chile legte zwar noch Protest gegen den Einsatz des Spielers Byron Castillo in der ecuadorianischen Mannschaft ein, da dieser in Kolumbien geboren sei, der Protest wurde aber am 10. Juni zunächst abgewiesen.

### Weltmeisterschaft 2026
Für die erste WM in drei Ländern – Kanada, Mexiko und die USA – wurde die Zahl der Teilnehmer auf 48 erhöht und den südamerikanischen Mannschaften zwei feste Plätze mehr zugestanden, so dass sich nun sechs CONMEBOL-Mitglieder direkt qualifizieren können. In der im September 2023 begonnenen Qualifikation treten wieder alle zehn CONMEBOL-Mitglieder in Hin- und Rückspielen gegeneinander an. Der Siebtplatzierte nimmt als südamerikanischer Teilnehmer am WM-Play-off-Turnier im März 2026 teil. Chile konnte von den ersten vier Qualifikationsspielen nur eins gewinnen. Nach 16 von 18 Spielen haben die Chilenen als Tabellenletzter einen Rückstand von acht Punkten auf den Play-off-Platz und damit keine Chance mehr sich zu qualifizieren.

## Rangliste der chilenischen WM-Spieler mit den meisten Einsätzen
01. Elías Figueroa und Leonel Sánchez je 9 bei 3 bzw. 2 Turnieren
03. Claudio Bravo, Mauricio Isla, Gonzalo Jara und Alexis Sánchez je 8 bei 2 Turnieren
07. Luis Eyzaguirre, Honorino Landa, Gary Medel, Jorge Valdivia und Arturo Vidal je 7 bei 2 Turnieren
12. Jean Beausejour, Jaime Ramirez, Eladio Rojas und Raúl Sánchez je 6 bei 1 bzw. 2 (Beausejour) Turnieren
16. Carlos Contreras, Misael Escuti, Armando Tobar und Jorge Toro je 5 bei 1 bzw. 2 (Tobar) Turnieren

## Rangliste der chilenischen WM-Spieler mit den meisten Toren
01. Marcelo Salas und Leonel Sánchez je 4 Tore
03. Acht Spieler mit 2 Toren

## WM-Kapitäne
- 1930: Carlos Schneberger (1. und 2. Spiel), Guillermo Subiabre (3. Spiel)
- 1950: Sergio Livingstone
- 1962: Sergio Navarro (1. bis 4. Spiel), Jorge Toro (Halbfinale und Spiel um Platz 3)
- 1966: Leonel Sánchez[12]
- 1974: Francisco Valdés (im 2. und 3. Spiel ausgewechselt)
- 1982: Elías Figueroa
- 1998: Iván Zamorano
- 2010 und 2014: Claudio Bravo

## Bei Weltmeisterschaften gesperrte Spieler
- 1962: Im Halbfinale wurde Honorino Landa in der 80. Minute vom Platz gestellt. Im Gegensatz zu dem 3 Minuten später ebenfalls vom Platz gestellten Garrincha, der im Finale spielen durfte, war Landa für das Spiel um Platz 3 gesperrt.
- 1974: Im Auftaktspiel gegen den Gastgeber erhielt Carlos Caszely als erster Spieler bei einer WM-Endrunde eine Rote Karte und war für das Spiel gegen die DDR gesperrt.
- 1998: Nelson Parraguez, Francisco Rojas und Moisés Villarroel erhielten im dritten Gruppenspiel die zweite gelbe Karte und waren für das Achtelfinale gegen Brasilien gesperrt.
- 2010: Carlos Carmona und Matías Fernández erhielten im zweiten Gruppenspiel die zweite gelbe Karte und waren für das letzte Gruppenspiel gegen Spanien gesperrt. Marco Estrada erhielt im Spiel gegen Spanien die Gelb-Rote Karte und war für das Achtelfinale gegen Brasilien ebenso gesperrt wie Gary Medel und Waldo Ponce, die die zweite gelbe Karte erhalten hatten.
- 2014: Eugenio Mena und Francisco Silva hatten im Achtelfinale gegen Brasilien die zweite gelbe Karte erhalten. Da Chile ausschied, hatten diese keinen Effekt.

## Anteil der im Ausland spielenden Spieler im WM-Kader
Legionäre spielten lange in den WM-Kadern der Chilenen keine große Rolle. Zwar setzte Chile bei der WM 1950 als einzige Mannschaft einen Legionär ein, dabei handelte es sich aber um den bei Newcastle United spielenden George Robledo, der im Alter von 5 Jahren mit seinen Eltern nach England ausgewandert war. 1974 und 1998 wurden dann einige wenige Legionäre eingesetzt, ab 2010 stellten sie dann die Mehrheit im Kader.
| Jahr (Spiele)         | Anzahl (Länder) | Spieler (Einsätze) |
| --------------------- | --- | --- |
| 1930 (3)              | 0 | |
| 1950 (3)              | 1 (England) | George Robledo (3) |
| 1962 (6) und 1966 (3) | 0 | |
| 1974 (3)              | 6 (1 in Brasilien, 4 in Mexiko, 1 in Spanien) | Elías Figueroa (3); Osvaldo Castro (0), Alberto Quintano (3), Carlos Reinoso (3), Juan Rodríguez (1); Carlos Caszely (2) |
| 1982 (3)              | 0 | |
| 1998 (4)              | 4 (1 in Argentinien, 1 in Italien, 1 in Mexiko, 1 in den USA) | Marcelo Salas (4); Iván Zamorano (4); Fabián Estay (4); Marcelo Vega (1) |
| 2010 (4)              | 16 (1 in Argentinien, 1 in Brasilien, 1 in Deutschland, 1 in England, 1 in Griechenland, 1 in Mexiko, 1 in Portugal, 3 in Italien, 1 in Russland, 3 in Spanien, 1 in der Türkei, 1 in den Vereinigten Arabischen Emiraten) | Gary Medel (3); Gonzalo Fierro (0); Arturo Vidal (4); Gonzalo Jara (4); Pablo Contreras (2); Carlos Carmona (3), Mauricio Isla (4), Alexis Sánchez (4); Jean Beausejour (4); Matías Fernández (2); Mark González (4); Claudio Bravo (4), Fabián Orellana (1), Humberto Suazo (2); Rodrigo Tello (1); Jorge Valdivia (4)                                           |
| 2014 (4)              | 18 (3 in Brasilien, 3 in England, 4 in Italien, 1 in den Niederlanden, 1 in Schweden, 1 in der Schweiz, 5 in Spanien) | Charles Aránguiz (4), Eugenio Mena (4), Jorge Valdivia (3); Jean Beausejour (2), Gonzalo Jara (4), Gary Medel (4); Carlos Carmona (1), Mauricio Isla (4), Mauricio Pinilla (3), Arturo Vidal (3); Felipe Gutiérrez (4); Miiko Albornoz (0); Marcelo Díaz (4); Claudio Bravo (4), Fabián Orellana (0), Alexis Sánchez (4), Francisco Silva (3), Eduardo Vargas (4) |

## Spiele
Die Chilenen bestritten bisher 33 WM-Spiele. Davon wurden 11 gewonnen, 15 verloren und 7 endeten remis. Ein Remis-Spiel, das bisher letzte Spiel, musste verlängert werden, da ein Sieger ermittelt werden musste. Das Spiel wurde dann im Elfmeterschießen verloren.
Die Chilenen nahmen einmal als Gastgeber am Eröffnungsspiel teil und hatten sechs Heimspiele. Bisher musste die Chilenen zweimal gegen den Gastgeber antreten: 1974 in der Vorrunde und 2014 im Achtelfinale.
Am häufigsten spielte Chile gegen Brasilien; viermal (1962, 1998, 2010 und 2014).
Die Chilenen verloren dreimal (1962, 1974 und 2010) gegen den späteren Weltmeister.
1962 im Halbfinale, 1998 im Achtelfinale und 2014 in der Vorrunde spielten die Chilenen gegen den Titelverteidiger.
Die Chilenen trafen fünfmal auf WM-Neulinge: 1950/England, 1966/Nordkorea, 1974/DDR und Australien sowie 1982/Algerien, und blieben sieglos.
Chile spielte bisher gegen Mannschaften aller Konföderationen, was zudem nur Brasilien, Deutschland, Italien, Kroatien, Schottland und der UdSSR gelang.
Die chilenische Mannschaft ist die zweite Mannschaft, die gegen alle deutschsprachigen WM-Teilnehmer gespielt hat: Schweiz und BR Deutschland 1962, DDR 1974, Österreich 1982. Dies gelang zuvor nur den Niederländern und danach Brasilien.
| Alle WM-Spiele |            |                      |                    |   |                                         |                  | |
| Nr.            | Datum      | Ergebnis             | Gegner             |   | Austragungsort                          | Anlass           | Bemerkungen                                                                                          |
| 1              | 16.07.1930 | 3:0                  | Mexiko             | * | Montevideo (URY)                        | Vorrunde         | |
| 2              | 19.07.1930 | 1:0                  | Frankreich         | * | Montevideo (URY)                        | Vorrunde         | 1. Spiel gegen Frankreich                                                                            |
| 3              | 22.07.1930 | 1:3                  | Argentinien        | * | Montevideo (URY)                        | Vorrunde         | |
| 4              | 25.06.1950 | 0:2                  | England            | * | Rio de Janeiro (BRA)                    | Vorrunde         | 1. Spiel einer südamerikanischen Mannschaft gegen England                                            |
| 5              | 29.06.1950 | 0:2                  | Spanien            | * | Rio de Janeiro (BRA)                    | Vorrunde         | 1. Spiel gegen Spanien                                                                               |
| 6              | 02.07.1950 | 5:2                  | Vereinigte Staaten | * | Recife (BRA)                            | Vorrunde         | 1. Spiel gegen die USA                                                                               |
| 7              | 30.05.1962 | 3:1                  | Schweiz            | H | Santiago de Chile                       | Vorrunde         | |
| 8              | 02.06.1962 | 2:0                  | Italien            | H | Santiago de Chile                       | Vorrunde         | 1. Spiel gegen Italien                                                                               |
| 9              | 06.06.1962 | 0:2                  | BR Deutschland     | H | Santiago de Chile                       | Vorrunde         | |
| 10             | 10.06.1962 | 2:1                  | Sowjetunion        | H | Arica                                   | Viertelfinale    | |
| 11             | 13.06.1962 | 2:4                  | Brasilien          | H | Santiago de Chile                       | Halbfinale       | |
| 12             | 16.06.1962 | 1:0                  | Jugoslawien        | H | Santiago de Chile                       | Spiel um Platz 3 | Einziges Spiel gegen Jugoslawien                                                                     |
| 13             | 13.07.1966 | 0:2                  | Italien            | * | Sunderland (ENG)                        | Vorrunde         | |
| 14             | 15.07.1966 | 1:1                  | Nordkorea          | * | Middlesbrough (ENG)                     | Vorrunde         | 1. Spiel einer südamerikanischen Mannschaft gegen Nordkorea                                          |
| 15             | 20.07.1966 | 1:2                  | Sowjetunion        | * | Sunderland (ENG)                        | Vorrunde         | |
| 16             | 14.06.1974 | 0:1                  | BR Deutschland     | A | West-Berlin (BRD)                       | Vorrunde         | Carlos Caszely erhält als erster Spieler bei einer WM-Endrunde eine Rote Karte.                      |
| 17             | 18.06.1974 | 1:1                  | DDR                | * | West-Berlin (BRD)                       | Vorrunde         | |
| 18             | 22.06.1974 | 0:0                  | Australien         | * | West-Berlin (BRD)                       | Vorrunde         | 1. Spiel gegen Australien                                                                            |
| 19             | 17.06.1982 | 0:1                  | Österreich         | * | Oviedo (ESP)                            | Vorrunde         | 1. Spiel gegen Österreich                                                                            |
| 20             | 20.06.1982 | 1:4                  | BR Deutschland     | * | Gijón (ESP)                             | Vorrunde         | |
| 21             | 24.06.1982 | 2:3                  | Algerien           | * | Oviedo (ESP)                            | Vorrunde         | 1. Spiel gegen Algerien Erste Niederlage eines CONMEBOL-Mitglieds gegen eine afrikanische Mannschaft |
| 22             | 11.06.1998 | 2:2                  | Italien            | * | Bordeaux (FRA)                          | Vorrunde         | 500. Spiel der Chilenen nach FIFA-Zählung                                                            |
| 23             | 17.06.1998 | 1:1                  | Österreich         | * | Saint-Étienne (FRA)                     | Vorrunde         | |
| 24             | 23.06.1998 | 1:1                  | Kamerun            | * | Nantes (FRA)                            | Vorrunde         | 1. Spiel gegen Kamerun                                                                               |
| 25             | 27.06.1998 | 1:4                  | Brasilien          | * | Paris (FRA)                             | WM-Achtelfinale  | |
| 26             | 16.06.2010 | 1:0                  | Honduras           | * | Nelspruit (RSA)                         | WM-Vorrunde      | |
| 27             | 21.06.2010 | 1:0                  | Schweiz            | * | Nelson Mandela Bay/Port Elizabeth (RSA) | WM-Vorrunde      | |
| 28             | 25.06.2010 | 1:2                  | Spanien            | * | Tshwane (RSA)                           | WM-Vorrunde      | |
| 29             | 28.06.2010 | 0:3                  | Brasilien          | * | Johannesburg (RSA)                      | WM-Achtelfinale  | |
| 30             | 13.06.2014 | 3:1                  | Australien         | * | Cuiabá (BRA)                            | WM-Vorrunde      | |
| 31             | 18.06.2014 | 2:0                  | Spanien            | * | Rio de Janeiro (BRA)                    | WM-Vorrunde      | Erster Sieg gegen Spanien                                                                            |
| 32             | 23.06.2014 | 0:2                  | Niederlande        | * | São Paulo (BRA)                         | WM-Vorrunde      | 700. Spiel der Chilenen nach FIFA-Zählung                                                            |
| 33             | 28.06.2014 | 1:1 n. V., 2:3 i. E. | Brasilien          | A | Belo Horizonte (BRA)                    | WM-Achtelfinale  | |

### Höchste Siege und Niederlagen
Die chilenische Mannschaft erzielte ihre höchsten Siege gegen folgende Länder bei WM-Turnieren:
- Frankreich: Vorrunde 1930 1:0 (zudem ein 2:1 in einem Freundschaftsspiel)
- Italien: Vorrunde 1962 2:0 (einziger Sieg gegen Italien)
- Jugoslawien: Spiel um Platz 3 1962 1:0 (einziges Spiel gegen Jugoslawien)
- Schweiz: Vorrunde 1962 3:1
- Spanien: Vorrunde 2014 2:0 (erster Sieg gegen Spanien)
- Sowjetunion: Viertelfinale 1962 2:1 (einziger regulärer Sieg gegen die Sowjetunion, zudem ein 2:0 am grünen Tisch)
- Vereinigte Staaten: Vorrunde 1950 5:2 (zudem ein 3:0 in einem Freundschaftsspiel)

Gegen folgende Länder kassierte die chilenische Mannschaft ihre höchsten Niederlagen bei WM-Turnieren:
- Algerien: Vorrunde 1982 2:3 (einziges Spiel gegen Algerien)
- BR Deutschland: Vorrunde 1982 1:4
- England: Vorrunde 1950 0:2
- Italien: Vorrunde 1966 0:2 (einzige Niederlage gegen Italien)
- Niederlande: Vorrunde 2014 0:2 (einzige Niederlage gegen die Niederlande)
- Österreich: Vorrunde 1982 0:1 (einzige Niederlage gegen Österreich)

## Rekorde
- Die häufigste Achtelfinalpaarung: Chile gegen Brasilien (3 ×, zuletzt 2014)
- Erste und bis 2014 einzige Mannschaft, die im Eröffnungsspiel nach Rückstand noch gewinnen konnte: 1962 3:1 gegen die Schweiz

### Negativrekorde
- Guillermo Saavedra ist der erste Spieler, der einen Elfmeter nicht verwandeln konnte (1930 im Vorrundenspiel gegen Frankreich)
- Carlos Caszely erhielt die erste Rote Karte der WM-Geschichte bei der WM 1974 im Spiel gegen Deutschland.